# Glires
Glires (din latină: glis - „pârș”) este o cladă (uneori clasificat la nivel de grandordin) de mamifere placentare care cuprinde rozătoarele și lagomorfele.
Ipoteza existenței unui grup monofiletic a fost discutată mult timp pe baza argumentelor morfologice. Două studii morfologice, publicate la începutul secolului XXI, susține cu tărie monofilia taxonului Glires. În 2003 au fost publicate rezultatele unei cercetări privind descrierea resturilor fosile din genurile Mimotona, Gomphos, Heomys, Matutinia, Rhombomylus și Sinomylus, fiind indicați drept taxoni bazali ai Glires.
Un studiu molecular al ADN-ului nuclear a demonstrat poziția taxonului Glires ca grup soră a Euarchonta, alcătuind împreună supraordinul Euarchontoglires. Totuși, există controverse privind statutul grandordinului Glires în sistematica mamiferelor.
|  | Lagomorpha |
|  |            |
|  | Rodentia   |
|  |            |

|               | Scandentia                                              |
|               |                                                         |
| Primatomorpha | \| \| Dermoptera \| \| \| \| \| \| Primates \| \| \| \| |
|               | \| \| Dermoptera \| \| \| \| \| \| Primates \| \| \| \| |
|               | Dermoptera                                              |
|               |                                                         |
|               | Primates                                                |
|               |                                                         |

|  | Dermoptera |
|  |            |
|  | Primates   |
|  |            |

|  | Lagomorpha |
|  |            |
|  | Rodentia   |
|  |            |

|               | Scandentia                                              |
|               |                                                         |
| Primatomorpha | \| \| Dermoptera \| \| \| \| \| \| Primates \| \| \| \| |
|               | \| \| Dermoptera \| \| \| \| \| \| Primates \| \| \| \| |
|               | Dermoptera                                              |
|               |                                                         |
|               | Primates                                                |
|               |                                                         |

|  | Dermoptera |
|  |            |
|  | Primates   |
|  |            |